# Cymbopetalum penduliflorum
Cymbopetalum penduliflorum är en kirimojaväxtart som först beskrevs av Sessé, Moç. och Michel Félix Dunal, och fick sitt nu gällande namn av Henri Ernest Baillon. Cymbopetalum penduliflorum ingår i släktet Cymbopetalum, och familjen kirimojaväxter. Inga underarter finns listade i Catalogue of Life.